# Giáo đường Do Thái Wolf Popper
Đây là một bài viết phụ của Giáo đường Do Thái ở Kraków

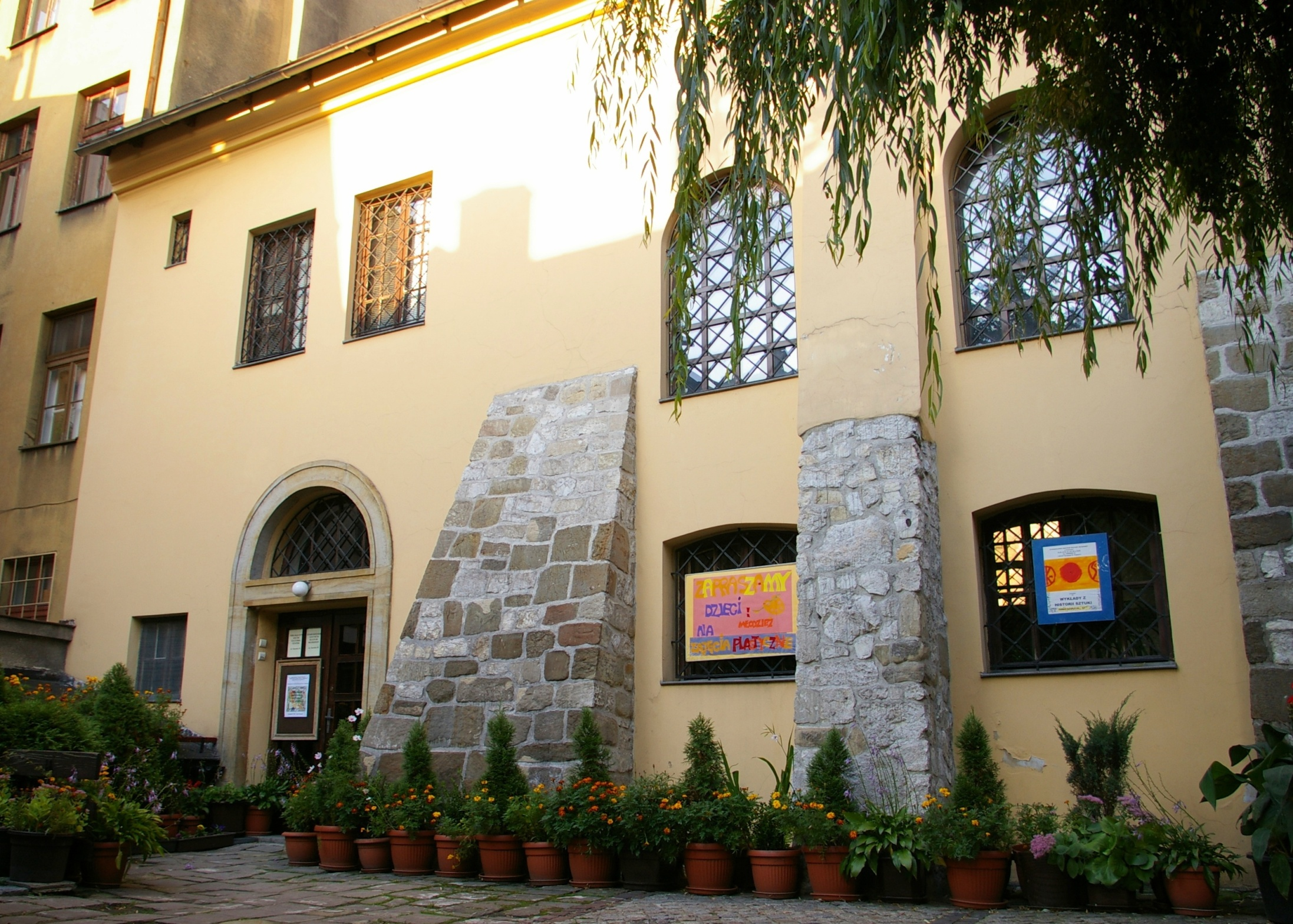
Giáo đường Do Thái ở Krakow

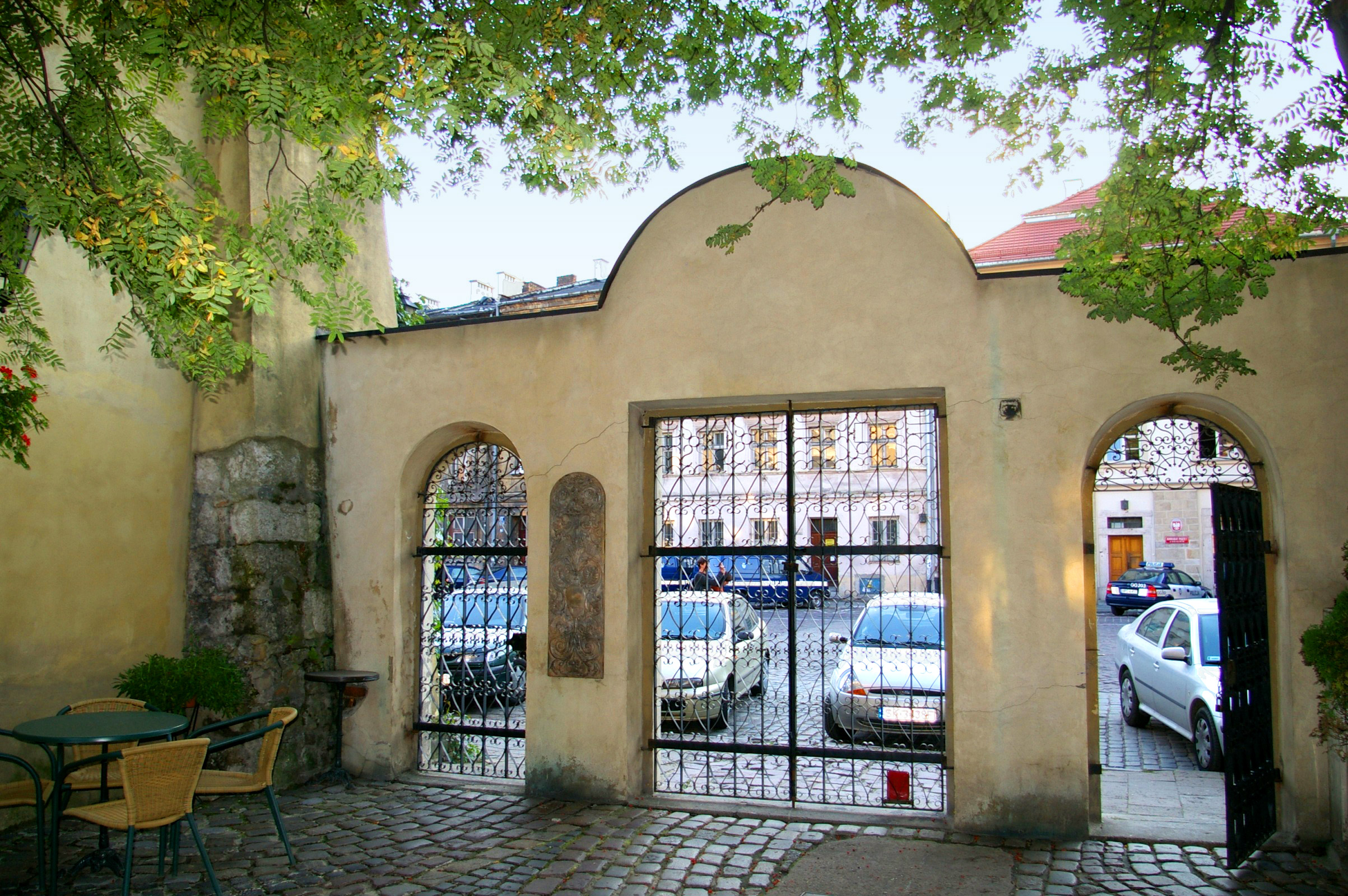
Giáo đường Popper, sân trong với lối ra Szeroka Street

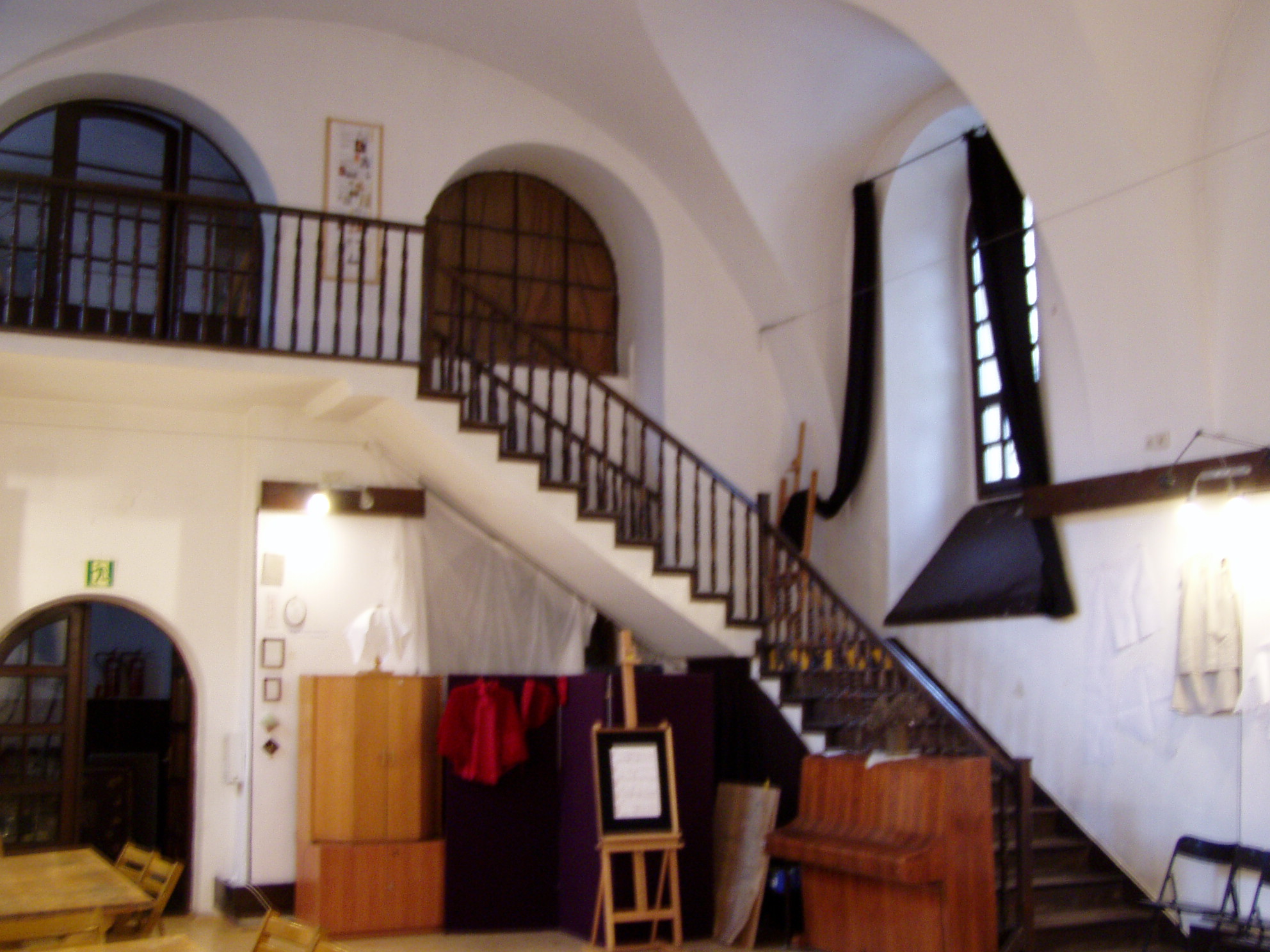
Giáo đường Popper, nội thất với phòng trưng bày

Giáo đường Do Thái Wolf Popper (tiếng Ba Lan: Synagoga Poppera (Bociana)), nằm ở Kraków, Ba Lan, từng là một trong những nhà cầu nguyện của người Do Thái lộng lẫy nhất trong khu phố Do Thái cổ Kazimierz được thành lập ở vùng ngoại ô được đánh dấu vào năm 1495 bởi vua Jan I Olbracht. Giáo đường Do Thái được thành lập bởi Wolf "The Stork" Popper vào đầu thế kỷ 17. Lối vào của nó đã từng được trang trí với kiểu thiết kếopenwork cửa miêu tả bốn con vật: một con đại bàng, một con báo, một con sư tử, và một con nai buck, mà tượng trưng cho những đặc điểm chính của một người đàn ông sùng đạo. Giáo đường, có mái hiên, gian nhà phụ, Aron Kodesh, đồ nội thất và đồ trang trí phong phú, đã trở nên suy tàn không lâu sau khi người sáng lập và ân nhân trưởng của nó qua đời. Hiện tại, Popper Synagogue phục vụ như một cửa hàng sách và cũng như một phòng trưng bày nghệ thuật trong khu vực của phụ nữ trên lầu.
Wolf Popper, biệt danh là "con cò" vì đã có thể đứng bằng một chân khi đang tập trung suy nghĩ, đã thành lập giáo đường vào năm 1620. Ông đã tài trợ cho việc xây dựng nó đến cuối đời. Popper đã tạo ra tài sản của mình trong thương mại quốc tế quy mô lớn về vải và KNO3 (thành phần chính trong việc chế tạo thuốc súng), và cuối cùng, trở thành chủ ngân hàng giàu nhất của Kazimierz với tài sản lên tới 200.000 zloty, khiến ông trở thành một trong những người đàn ông giàu nhất châu Âu.
Gia đình Popper đã mất phần lớn tài sản sau cái chết của Wolf Popper trong phần chính do các cuộc chiến tranh lịch sử, dịch bệnh địa phương, hỏa hoạn và những cống nạp đắt giá của sự trung thành. Một khi Giáo đường lớn của Wolf Popper không bao giờ được hưởng sự giàu có của nhà tài trợ ban đầu, người có thể ngăn chặn sự suy thoái chậm nhưng không ngừng. Nội thất phong phú đã bị Đức Quốc xã phá hủy hoàn toàn trong Thế chiến II. Giáo đường Do Thái không còn hoạt động như một ngôi nhà cầu nguyện sau Holocaust. Cửa arabesque của nó đã được chuyển đến Bảo tàng Wolfson ở Jerusalem.
Năm 1965, Hội đồng Do Thái đã bàn giao tòa nhà cho chính quyền Cộng sản. Trong cuộc cải tạo tiếp theo, hầu hết các dấu vết về vai trò tôn giáo trước đây của nó đã bị xóa và Trung tâm Văn hóa Thanh niên Phố cổ (YCC) được thành lập ở vị trí của nó. Hiện tại, Trung tâm là một nơi sôi động và bận rộn với các chương trình dài hạn, các hoạt động giáo dục, phòng nghệ thuật và các lớp học về múa Do Thái. Hội thảo Nghiên cứu của YCC về Lịch sử và Văn hóa Do Thái, là một sáng kiến bắt đầu vào năm 1995 như là lần đầu tiên của loại hình này ở Ba Lan. Các lớp học nghệ thuật được thiết kế để mở rộng kiến thức của sinh viên về biểu tượng và họa tiết nghệ thuật trong nghệ thuật Do Thái. Một cuộc thi thường niên về nghệ thuật và nhiếp ảnh đang được tổ chức ở đó cũng như các bài giảng về Kazimierz của người Do Thái, Holocaust và hàng loạt các buổi chiếu phim.